# Clostoeca disjuncta
Clostoeca disjuncta là một loài Trichoptera trong họ Limnephilidae. Chúng phân bố ở miền Tân bắc.